# NGC 5659
NGC 5659 est une galaxie spirale située dans la constellation du Bouvier. Sa vitesse par rapport au fond diffus cosmologique est de 4 689 ± 14 km/s, ce qui correspond à une distance de Hubble de 69,2 ± 4,9 Mpc (∼226 millions d'al). NGC 5659 a été découverte par l'astronome britannique John Herschel en 1830.
La classe de luminosité de NGC 5659 est II et elle présente une large raie HI.
À ce jour,  11 mesures non basées sur le décalage vers le rouge (redshift) donnent une distance de 61,591 ± 4,089 Mpc (∼201 millions d'al), ce qui est à l'intérieur des valeurs de la distance de Hubble.

## Groupe de NGC 5653
Selon A. M. Garcia, NGC 5659 fait partie du groupe de NGC 5653. Ce groupe de galaxies compte au moins 15 membres. Les autres galaxies du groupe sont NGC 5629, NGC 5635, NGC 5639, NGC 5641, NGC 5642, NGC 5653, NGC 5657, NGC 5672, NGC 5709 (= NGC 5703), NGC 5735, IC 4397, UGC 9253, UGC 9268 et UGC 9302.